# Inch Kenneth
Inch Kenneth ist eine kleine schottische Insel. Sie ist ein Teil der Inselgruppe der Inneren Hebriden und gehört administrativ zur Council Area Argyll and Bute. Inch Kenneth ist nur durch eine wenige hundert Meter breite Meerenge von der Westküste der Insel Mull getrennt. Die längliche Insel weist eine Länge von maximal 1,8 km bei einer Breite von höchstens 600 m auf.

## Geschichte

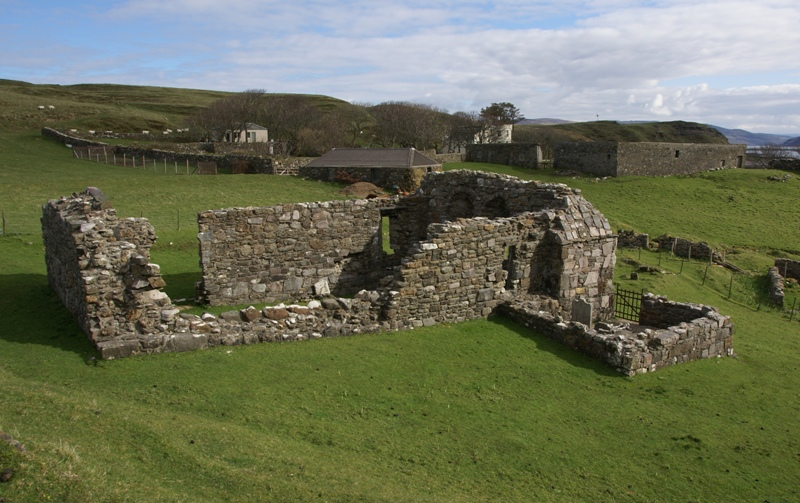
St Kenneth’s Chapel

Wahrscheinlich im 13. Jahrhundert wurde auf Inch Kenneth die St Kenneth’s Chapel, nach welcher die Insel benannt ist, errichtet. Später wurde sie Hauptkirche des Parish und unterstand spätestens ab dem 16. Jahrhundert dem Nonnenkloster auf Iona. Wahrscheinlich wurde die Kirche ab den 1550er Jahren nicht mehr genutzt und verfiel. Heute sind die erhaltenen Ruinen in den schottischen Denkmallisten als Scheduled Monument gelistet. Neben der Klosteranlage auf Iona zählte Inch Kenneth zu den bedeutendsten christlichen Zentren Schottlands. Die Mönche von Iona nutzten die Insel auch zum Getreideanbau.
Zwischen 1859 und 1935 war Inch Kenneth in Besitz von Harold Boulton. Sie kam dann zur Familie Mitford. Unity Mitford, eine Vertraute Hitlers und Schwägerin des Parteichefs der rechtsgerichteten British Union of Fascists, verbrachte die letzten Jahre ihres Lebens nach ihrem gescheiterten Suizidversuch in München auf Inch Kenneth. 1961 lebten noch 17 Personen auf der Insel. Zehn Jahre später hatte sich die Einwohnerzahl auf zwei verringert, und Inch Kenneth wurde im Laufe der Dekade verlassen.